# Římskokatolická farnost – děkanství Žatec
Římskokatolická farnost – děkanství Žatec (lat. Saatecium) je církevní správní jednotka sdružující římské katolíky na území města Žatec a v jeho okolí. Organizačně spadá do lounského vikariátu, který je jedním z 10 vikariátů litoměřické diecéze. Centrem farnosti je děkanský kostel Nanebevzetí Panny Marie v Žatci.

## Historie farnosti
Farnost byla založena kolem roku 1000. Faráři a posléze i děkani hlavního žateckého kostela byli často premonstráti ze Strahovského kláštera. Po roce 1420 měla farnost husitského faráře, poté utrakvistického a posléze protestantského.
V době utraktivistické byla farnost povýšena na děkanství. Matriky jsou vedeny od roku 1616. Od roku 1622 začali ve farnosti působit opět římskokatoličtí duchovní. V roce 1710 přijal žatecký magistrát patronátní právo na obsazováním děkanského úřadu v Žatci.

### Duchovní správcové vedoucí farnost
Začátek působnosti jmenovaného v duchovní správě farnosti od:
- 1269 Tobias Budko von Falkenberg
- 1353 Theobaldus
- 1358 Velis
- 1363  Benesch Krabice von Weitmüle, žatecký arcijáhen
- 1368 Paulus
- Leonardus[4]
- Joannes Voelflini z Nepomuku, žatecký arcijáhen[5]
- 1398 Joannes Westthal
- 1410 Sidonius z Crasti
- 1455 Nicolaus z Ústí
- 1476 Paulus z Plzně
- Paulus Radek, † 1491
- 1600 Ambrosius ze Žiželic, † 1601
- 1611 Hieronymus Rodicius
- 1622 Balthazar O.Cr. admin. z Pšova
- 1628 Andreas Mirecus, 1. římskokatolický děkan od roku 1420
- 1765 Andreas Loos O.Praem.
- 1780 Liber (Liborius) Leopold Schirl O.Praem., děkan, n. 1747 Žatec,[4] † 26. 4. 1804[6]
- 1804 Theophil Franz Singer O.Praem., n. 1. 1. 1760 Praha, 11. 9. 1785, † 12. 12. 1831
- 1832 Norbert Josef Oßwald (Oswald), děkan, n. 24. 4. 1801 Žatec, o. 17. 3. 1826, † 1868
- 1862 Aegidius Christof Kaiser O.Praem., děkan, n. 5. 3. 1809 Elschens., o. 6. 8. 1837, † 9. 2. 1865
- 1865 Casimir Josef Gebauer O.Praem., děkan, n. 27. 1. 1823 Braunov., o. 17. 8. 1850, † 14. 8. 1870
- 1871 Alois Josef Hanel O.Praem., děkan, n. 19. 11. 1829 Hohlen, o. 22. 12. 1855, † 25. 2. 1916[4]
  - 4. 1. 1899 – září 1900 Raymund (Raimund[6]) Karel Hummel O.Praem., 1. kaplan, 26. 1. 1865, o. 16. 2. 1888, † 9. 1. 1936[7]
  - 4. 1. 1899 Ignác Josef Preiss O.Praem., 2. kaplan, od září 1900 1. kaplan, od 4. 4. 1905 administrátor,[6] n. 20. 3. 1870 Jungbunzlau, o. 16. 7. 1893, † 29. 3. 1966 Moravec
- 1. 8. 1916 Ignác Josef Preiss O.Praem., děkan, posléze osobní arciděkan, n. 20. 3. 1870 Jungbunzlau, o. 16. 7. 1893, † 29. 3. 1966 Moravec
- 1. 8. 1945 dec. vacat, admin. int. Raimund. Petr. Holakovský O. Praem
- 1. 9. 1945 Gerlak Josef Mazal, osobní arciděkan
  - 15. června 1945-? Radomír Petr Holakovský, kaplan
  - 31. srpna 1954-? Václav Jan Černín, kaplan
  - 1. září 1954 – 31. července 1955 František Kubát, kaplan, n. 25. 5. 1920, o. 26. 6. 1955, † 26. 5. 1990
  - 1. září 1956 – 28. února 1957 Josef Bouček, kaplan, n. 5. 10. 1926, o. 26. 6. 1955, † 24. 11. 1977
- 1. 6. 1956 Ignác Stodůlka, kanovník litoměřické kapituly, admin., n. 31. 7. 1903, o. 5. 7. 1930, † 14. 8. 1964
  - 1. března 1957 – 29. ledna 1962 Jan Galbavý, kaplan
  - 31. července 1962 – 1964 Milan Bezděk, kaplan
- 1. 8. 1964 František Kolář, admin.
  - 1. března 1964 – 31. srpna 1964 Antonín Pospíšil, kaplan
  - 1. července 1966 – 31. ledna 1969 Antonín Audy, kaplan, n. 5. 11. 1942, o. 26. 6. 1966, † 9. 10. 2010
  - 20. února 1969 – 30. dubna 1969 Hroznata Jan Svatek O.Praem., kaplan, n. 16. 4. 1916, o. 29. 6. 1940, † 5. 1. 2008
  - 1. května 1969 – 31. srpna 1970 Ludolf Jaroslav Stavinoha O.Praem., kaplan
  - 1. srpna 1969 – 31. října 1970 Pavel Bohumil Petřina O.Praem., kaplan, n. 2. 1. 1926, o. 13. 4. 1952, † 22. 12. 2016
- 1969 Hroznata Jan Svatek O.Praem., děkan
- 1. 8. 1998 Augustin Josef Špaček O.Praem., admin., od 1. června 2017 děkan
  - 1998 – 1999 Marek Ivan Záleha O.Praem., kaplan[4]

Kromě kněží stojících v čele farnosti, působili ve farnosti v průběhu její historie i jiní kněží. Většinou pracovali jako farní vikáři, kaplani, katecheté, výpomocní duchovní aj.

### Farní obvod
Z důvodu efektivity duchovní správy byl ve druhé polovině 20. století vytvořen farní obvod (kolatura) sestávající z přidružených farností spravovaných excurrendo z Žatce. V průběhu následujících desetiletí se tento farní obvod podle potřeb duchovní správy mohl měnit. K listopadu 2020 do této kolatury patří farnosti: Libočany, Radíčeves a Staňkovice u Žatce.

## Území farnosti
Do farnosti náleží území obce:
- Bezděkov (Bezdiek)[p 2]
- Velichov (Welchau)[p 2]
- Záhoří (Dreihof,[3] Dreihöf[9])[p 2]
- Žatec (Saaz)[p 2]

## Římskokatolické sakrální stavby na území farnosti
| | Fotografie | Stavba                         | Místo                    | Bohoslužby                      | Zeměpisné souřadnice             | Status                     | Číslo kulturní památky           |
| Kostely | Kostely    | Kostely                        | Kostely                  | Kostely                         | Kostely                          | Kostely                    | Kostely                          |
| --- | ---------- | ------------------------------ | ------------------------ | ------------------------------- | -------------------------------- | -------------------------- | -------------------------------- |
| 1. |            | Kostel Nanebevzetí Panny Marie | Žatec                    | bližší informace o bohoslužbách | 50°19′53″ s. š., 13°32′35″ v. d. | děkanský kostel            | 43208/5-1542 (Pk•MIS•Sez•Obr•WD) |
| 2. |            | Kostel Korunování Panny Marie  | Žatec                    | bližší informace o bohoslužbách | 50°19′31″ s. š., 13°32′53″ v. d. | filiální kostel            | 43185/5-1531 (Pk•MIS•Sez•Obr•WD) |
| 3. |            | Kostel sv. Václava             | Žatec                    | bližší informace o bohoslužbách | 50°19′50″ s. š., 13°32′19″ v. d. | filiální kostel, hřbitovní | 42316/5-1525 (Pk•MIS•Sez•Obr•WD) |
| Kaple |            |                                |                          |                                 |                                  |                            |                                  |
| 4. |            | Kaple sv. Antonína Pad.        | Žatec                    | bližší informace o bohoslužbách | 50°19′27″ s. š., 13°33′19″ v. d. | hřbitovní kaple            | —                                |
| 5. |            | Kaple sv. Kříže                | Žatec                    |                                 |                                  | kaple                      | —                                |
| 6. |            | Kaple sv. Anny                 | Bezděkov                 | bližší informace o bohoslužbách | 50°19′37″ s. š., 13°35′7″ v. d.  | kaple                      | 43507/5-1050 (Pk•MIS•Sez•Obr•WD) |
| Oratorium |            |                                |                          |                                 |                                  |                            |                                  |
| 7. |            | Kaple Božího milosrdenství     | Žatec, Domov pro seniory | bližší informace o bohoslužbách | 50°19′28″ s. š., 13°32′54″ v. d. | oratorium                  | —                                |
| Některé drobné sakrální stavby a pamětihodnosti lze dohledat zde v databázi Drobné sakrální památky Zaniklé sakrální stavby lze dohledat zde v databázi Poškozené a zničené kostely, kaple a synagogy v České republice |            |                                |                          |                                 |                                  |                            |                                  |

Ve farnosti se mohou nacházet i další drobné sakrální stavby, místa římskokatolického kultu a pamětihodnosti, které neobsahuje tato tabulka.